# 대한민국의 병과
대한민국의 병과는 크게 기본병과와 특수병과로 나뉜다.
2012년 1월 21일, 해군의 전투병과의 항해, 기관, 정보 특기가 함정과로 통합되었다.
2014년 10월 1일, 육군은 미국의 이라크 전쟁에서의 군수 문제 발생 사례를 토대로 병기, 병참, 수송 병과를 묶어 군수 병과로 창설하였다. 새로운 병과를 위한 교육과정인 통합군수관리과정을 신설 및 운용할 계획에 있다.

## 기본 병과
전투병과, 기술병과, 행정병과로 다시 세분화된다

### 전투병과
전투병과(戰鬪兵科)는 직접 전투에 참전하는 병과이다. 상황에 따라 정보통신, 공병 등 일부 기술병과 요원들도 전투에 참가한다.
| 육군                                                        | 해군                 | 공군                         | 해병대                      |
| ----------------------------------------------------------- | -------------------- | ---------------------------- | --------------------------- |
| - 보병 - 기갑 - 포병 - 방공 - 정보 - 공병 - 정보통신 - 항공 | - 함정 - 항공 - 정보 | - 조종 - 방공포병 - 항공통제 | - 보병 - 포병 - 기갑 - 공병 |

### 기술병과
기술적 지원을 담당하는 기술병과(技術兵科)는 정보통신, 공병, 항공, 화생방, 병참, 병기, 정비, 수송 등의 병과로 구성되어 있다. 이 병과는 상황에 따라 전투에 투입된다. 그리고 군대 유지를 위해 행정적인 지원 근무를 담당하는 행정병과(行政兵科)는 주로 인사, 군악, 군사경찰, 재정, 공보정훈 등의 병과로 구성된다.
|      | 육군                                 | 해군                                   | 공군                                    | 해병대                   |
| ---- | ------------------------------------ | -------------------------------------- | --------------------------------------- | ------------------------ |
| 기술 | - 화생방 - 군수 - 병기 - 병참 - 수송 | - 병기 - 보급 - 공병 - 조함 - 정보통신 | - 기상 - 공병 - 정보통신 - 항공무기정비 | - 병기 - 수송 - 정보통신 |

### 행정병과
|      | 육군                                | 해군                         | 공군                         | 해병대                              |
| ---- | ----------------------------------- | ---------------------------- | ---------------------------- | ----------------------------------- |
| 행정 | - 인사 - 재정 - 공보정훈 - 군사경찰 | - 재정 - 공보정훈 - 군사경찰 | - 인사 - 공보정훈 - 군사경찰 | - 재정 - 군수 - 공보정훈 - 군사경찰 |

## 특수병과
전투병과, 기술병과, 행정병과 이외의 특별한 군사 업무에 특화된 병과인 특수병과(特殊兵科)는 의무(군의, 의정, 간호를 포함한다), 법무, 군종으로 구성되어 있다. 
1973년 이전까지는 해병대에도 특수병과가 있었으나, 1973년 이후에는 해군으로 통합되었다.
각 분야의 병과는 기본 병과에 비해 적은 인원만이 선발된다.
- 전문사관
- 군의관
- 군수의관
- 군법무관

## 같이 보기
- 전투 지원
- 전투 근무 지원

## 참조
인용
1. ↑  “해군, 3개 병과 `함정 병과'로 통합”. 연합뉴스. 2012년 1월 21일. 2013년 7월 25일에 확인함.
2. ↑  이영선 (2014년 10월 1일). “육군군수병과 활동 본격 시작”. 국방일보. 2014년 10월 6일에 원본 문서에서 보존된 문서. 2014년 10월 3일에 확인함.

내용주
1. ↑  2014년 10월 1일 신설